# Ramal de Alfarelos

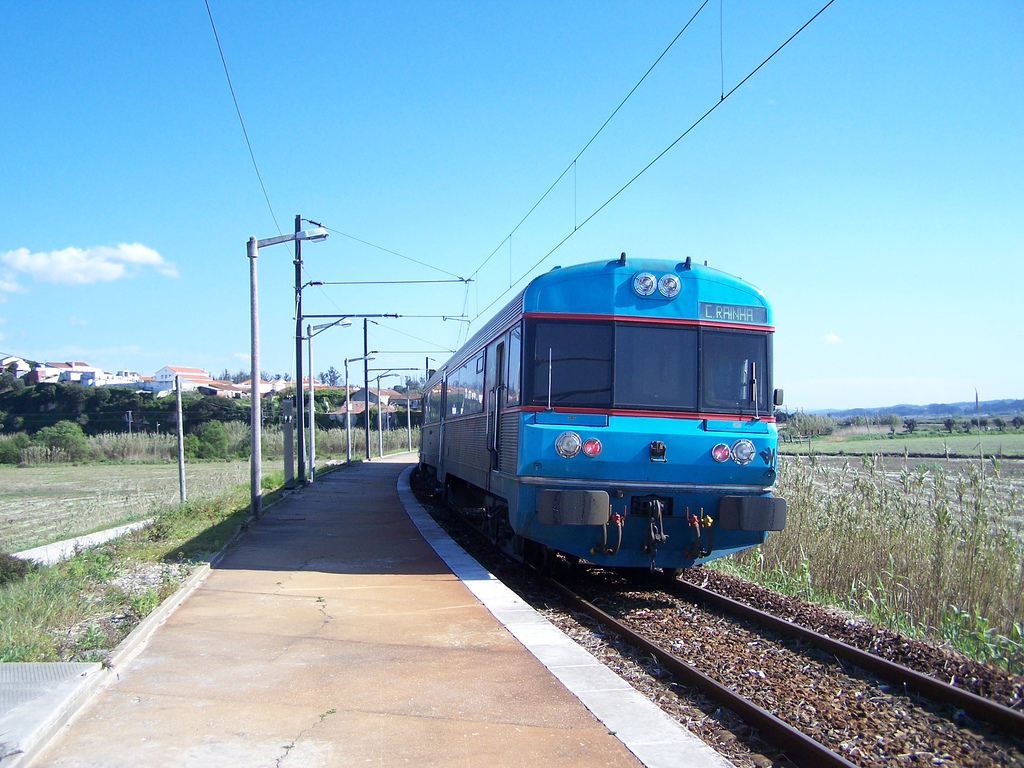
Automotora tipo 0450 em Bifurcação de Lares, ao PK 207,2 da Linha do Oeste, junto ao entroncamento com o Ramal de Alfarelos.

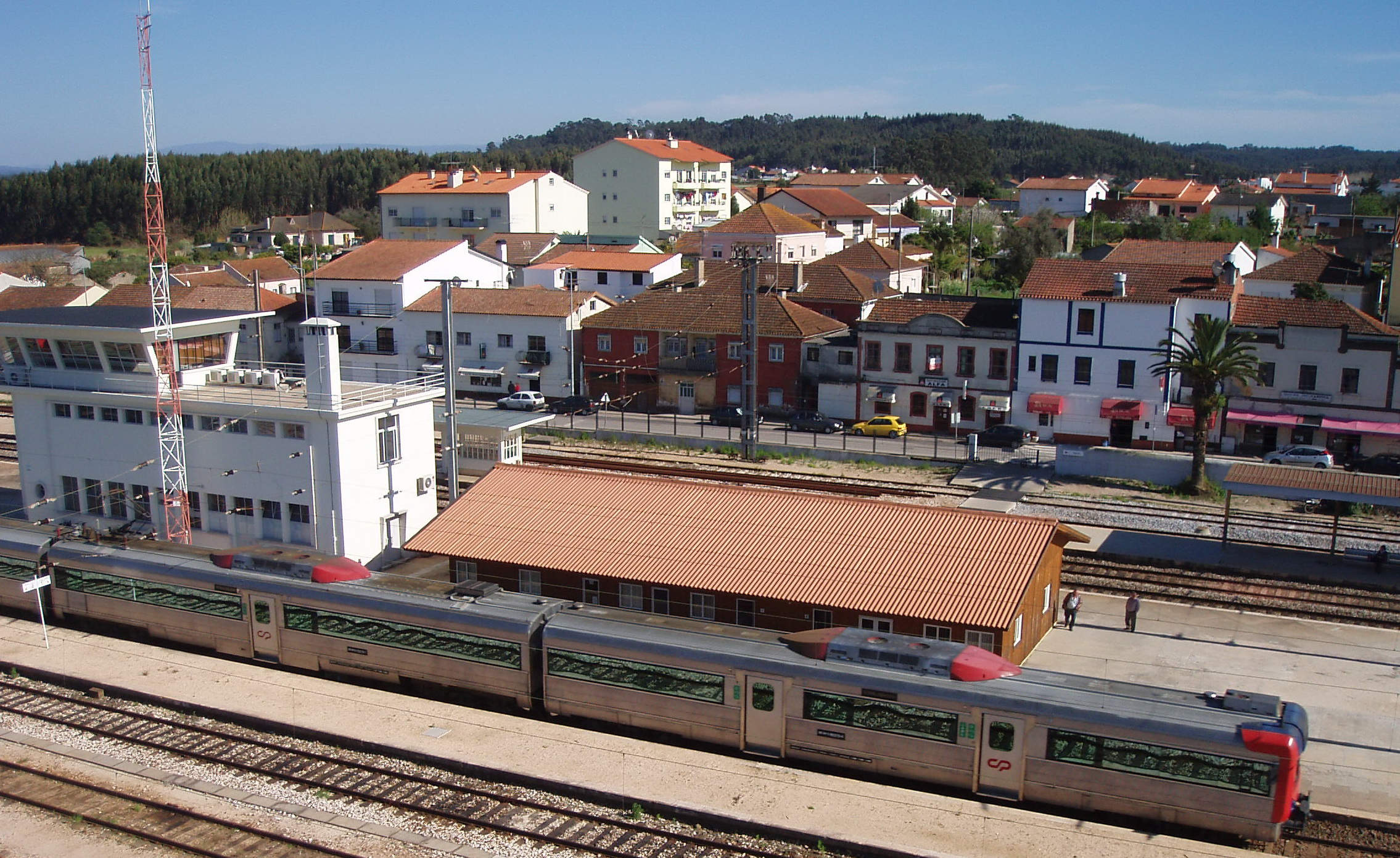
Aspecto da estação de Alfarelos, ao PK 0,0 do Ramal de Alfarelos; as vias em primeiro plano fazem parte da Linha do Norte.

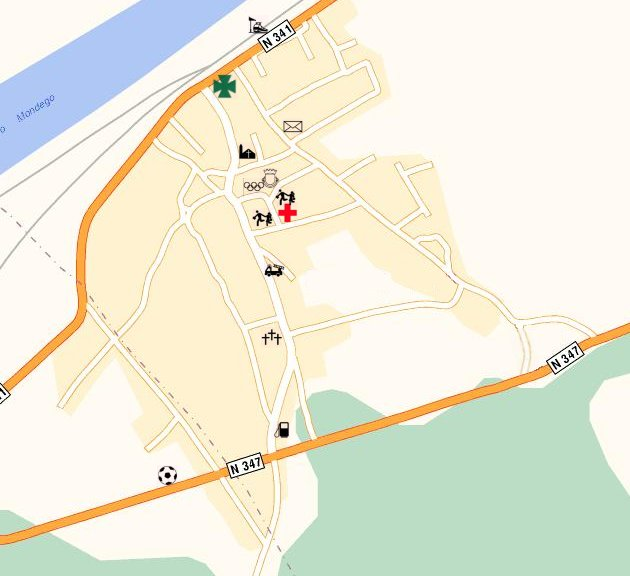
A estação de Alfarelos localiza-se junto na margem esquerda do Mondego, no extremo norte da povoação de Granja do Ulmeiro.

O Ramal de Alfarelos é um caminho de ferro de via larga em Portugal, com cerca de 16,5 quilómetros de extensão, que une as Estações de Alfarelos, na Linha do Norte, e Bifurcação de Lares, na Linha do Oeste. Estabelece uma importante ligação entre estas duas linhas, completando a ligação ferroviária entre Coimbra e a Figueira da Foz, e permitindo o acesso direto à Linha do Oeste de tráfego proveniente do Norte. Foi construído pela Companhia Real dos Caminhos de Ferro Portugueses, tendo sido aberto à exploração em 8 de Junho de 1889.

## Caracterização

### Descrição física
Este caminho de ferro estende-se entre as Estações de Bifurcação de Lares, na Linha do Oeste, e Alfarelos, na Linha do Norte, apresentando um comprimento de cerca de 16,5 quilómetros. O tipo de via utilizado é de bitola larga.
Entre Lares e Reveles, a linha atravessa duas pontes da vala do Campo, com uma distância de cerca de 100 metros entre elas; no troço entre Reveles e Verride, existem dois pontões. A linha passa, entre Marujal e Montemor, por outras três pontes, da Vala Real 1, do Rio Soure, e da Vala Real 2. No troço de Montemor a Alfarelos, a linha apenas possui um pontão, de Montemor-o-Velho.

### Serviços
Em 2007, o ramal era percorrido por serviços entre as Estações de Coimbra-B e Figueira da Foz, com paragens em Alfarelos, Montemor, Marujal, Verride, Reveles, e Bifurcação de Lares.

### Material circulante
Entre o material circulante que realizou serviços neste ramal, contam-se as automotoras da Série 0750, as locomotivas da Série 1200, e as locomotivas a vapor da Série 070 a 097.

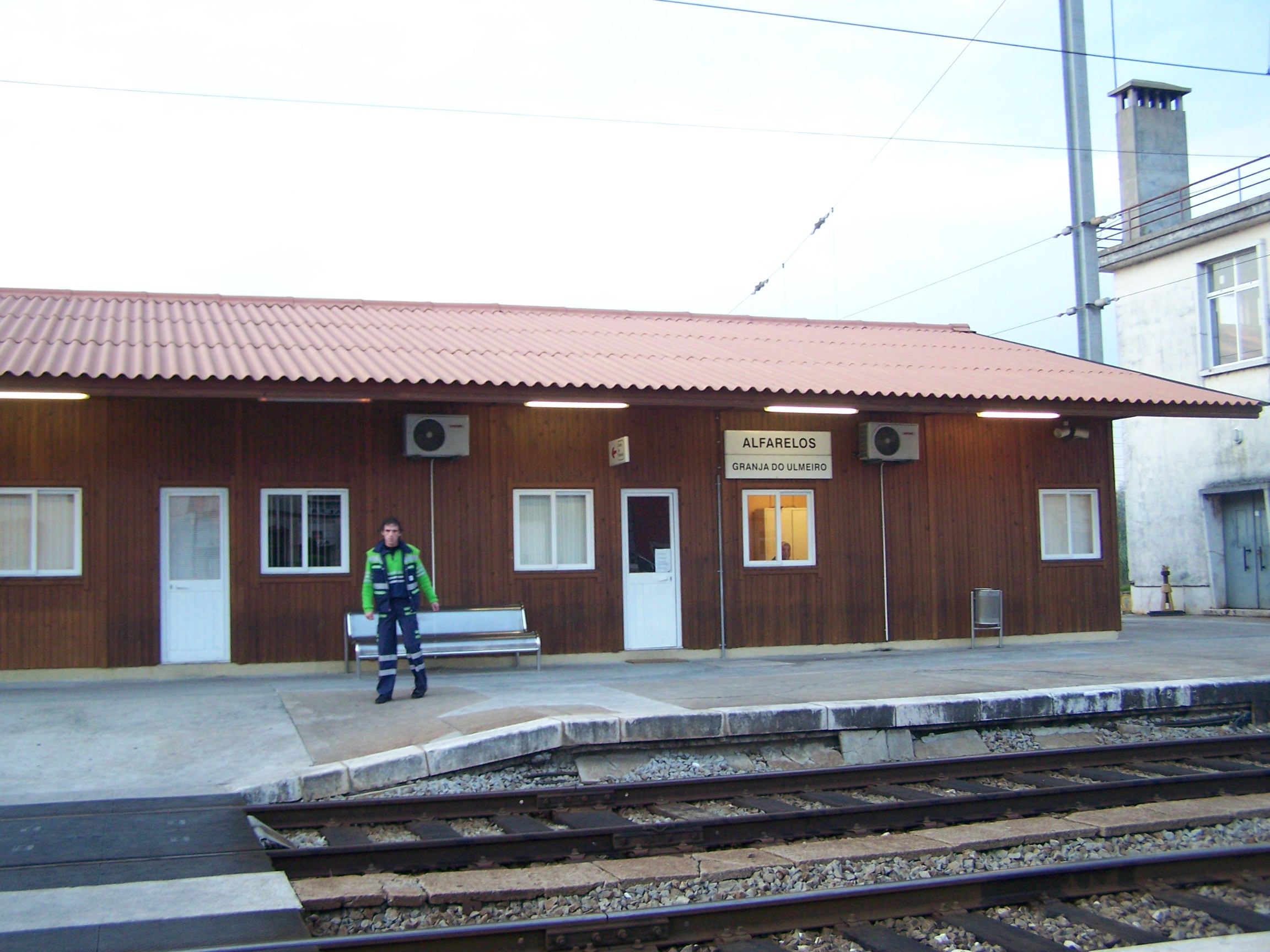
Estação de Alfarelos, em 2006.

## História

### Antecedentes
O troço entre Soure e Taveiro, no qual se insere a estação de Alfarelos, entrou ao serviço em 7 de Julho de 1864.
Quando se iniciou o planeamento da Linha da Beira Alta, observou-se o preceito de tornar Coimbra num grande centro ferroviário, onde convergiriam as linhas da Figueira da Foz e da Beira Alta. Considerava-se que esta organização, ao facilitar os transportes entre a região, a sua capital e o Porto de Figueira da Foz, fomentaria o desenvolvimento económico da região e da cidade de Coimbra em si, e traria grandes vantagens do ponto de vista da defesa militar. Caso a Linha da Beira Alta se iniciasse em Coimbra, previa-se a construção de apenas uma linha de entre aquela cidade e a Figueira da Foz, que seguiria ao longo da margem direita do Rio Mondego, por Tentúgal e Montemor-o-Velho, numa zona de elevada produção agrícola. No entanto, o ponto inicial da Linha da Beira Alta foi modificado para a Pampilhosa, obrigando igualmente à redefinição do ramal que devia continuar esta linha à Figueira da Foz.

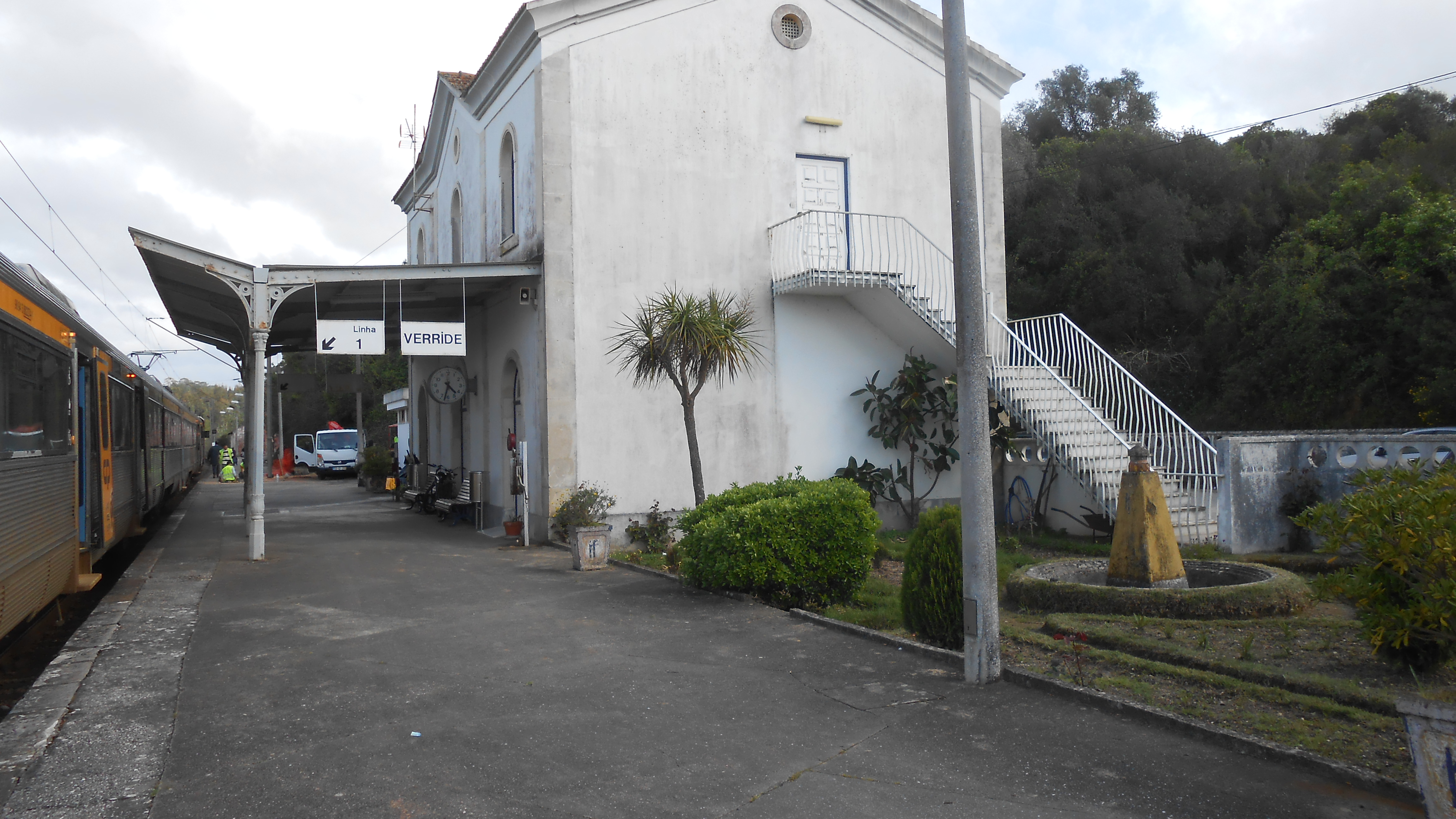
Estação de Verride, em 2013.

### Planeamento e construção
Em 1880, foi apresentado no Parlamento um contrato com a Companhia Real dos Caminhos de Ferro Portugueses, para a construção de um caminho de ferro entre Lisboa e Pombal, passando por Torres Vedras, Caldas da Rainha, e Marinha Grande; no entanto, este plano foi abandonado devido à queda do governo, pelo que, em 1882, a Companhia Real apresentou uma nova proposta, ligando Alcântara à Figueira da Foz, com um ramal para a Estação de Alfarelos, na Linha do Norte. Em 23 de Novembro de 1883, foi assinado o contrato com a Companhia Real para a concessão da linha entre Torres Novas a Figueira da Foz, com o ramal para Alfarelos, enquanto que a parte de Lisboa a Torres foi inicialmente entregue à casa Burnay. Em 1885, a casa Burnay trespassou a sua concessão para a Companhia Real.
Em 21 de Agosto de 1885, foi entregue à firma Dauderni & Bartissol a empreitada da construção da Linha de Torres Vedras à Figueira e Alfarelos.
O troço entre Leiria e Figueira da Foz foi inaugurado em 17 de Julho de 1888.

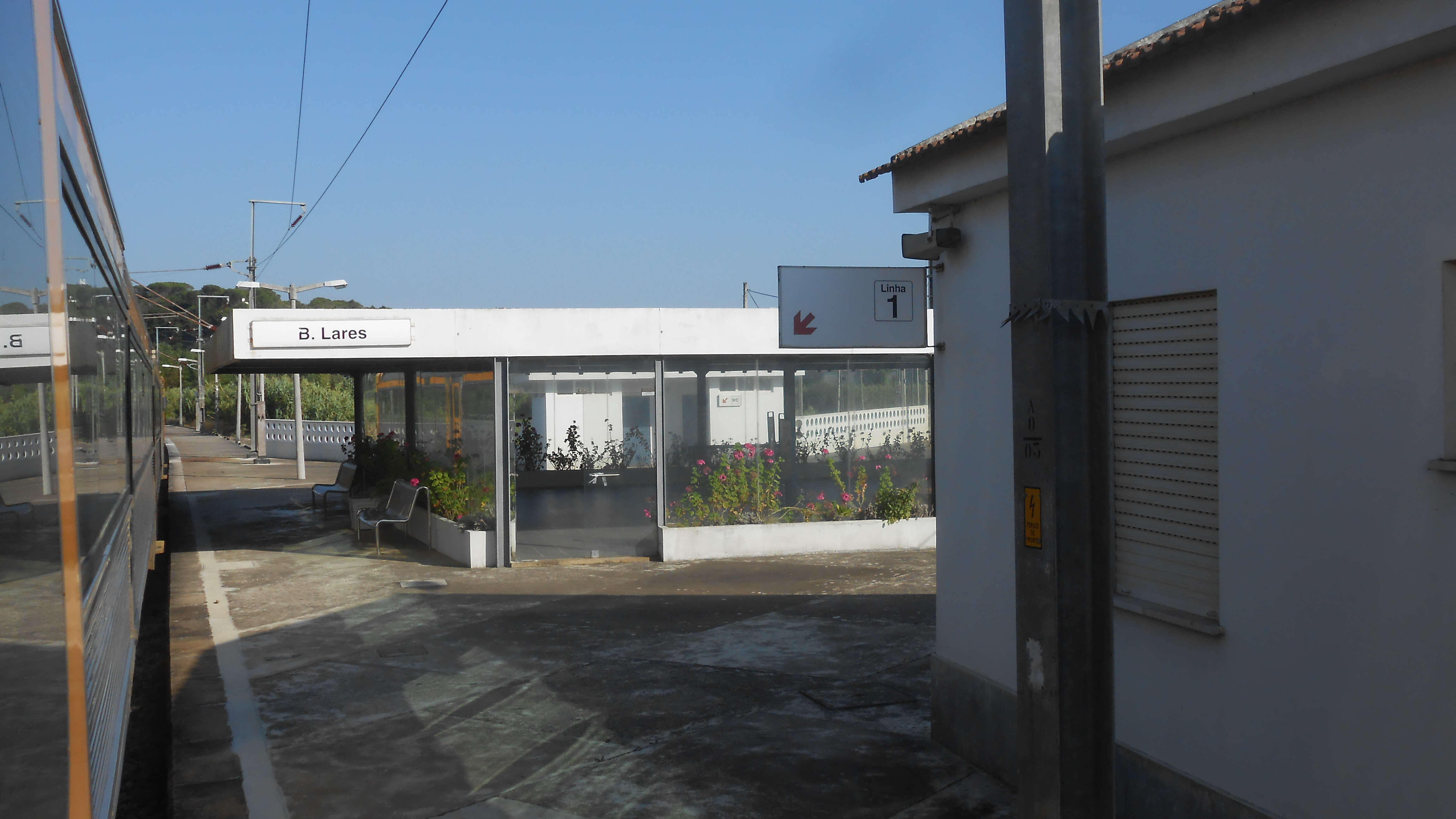
Gare de Bif. de Lares, em 2014.

### Inauguração
O troço entre Amieira e Alfarelos entrou ao serviço em 8 de Junho de 1889, estabelecendo a ligação entre as Linhas do Oeste e do Norte. Este ramal também permitiu a ligação directa entre a cidade de Coimbra e o Porto da Figueira da Foz.
Em 25 de Maio de 1891, entrou ao serviço a Concordância de Alfarelos ou de Lares, com cerca de 627 metros de comprimento, que permitia uma ligação directa do Ramal de Alfarelos para a Figueira da Foz, deixando de serem necessárias as manobras dos comboios na Estação de Lares. Com a abertura deste troço, o ponto de origem do Ramal deixou de ser na Amieira, e passou a ser em Lares.
Em 1895, a Companhia Real criou vários serviços trenvias entre Coimbra e a Figueira da Foz, que tiveram um grande sucesso, devido à sua grande frequência e preço reduzido.

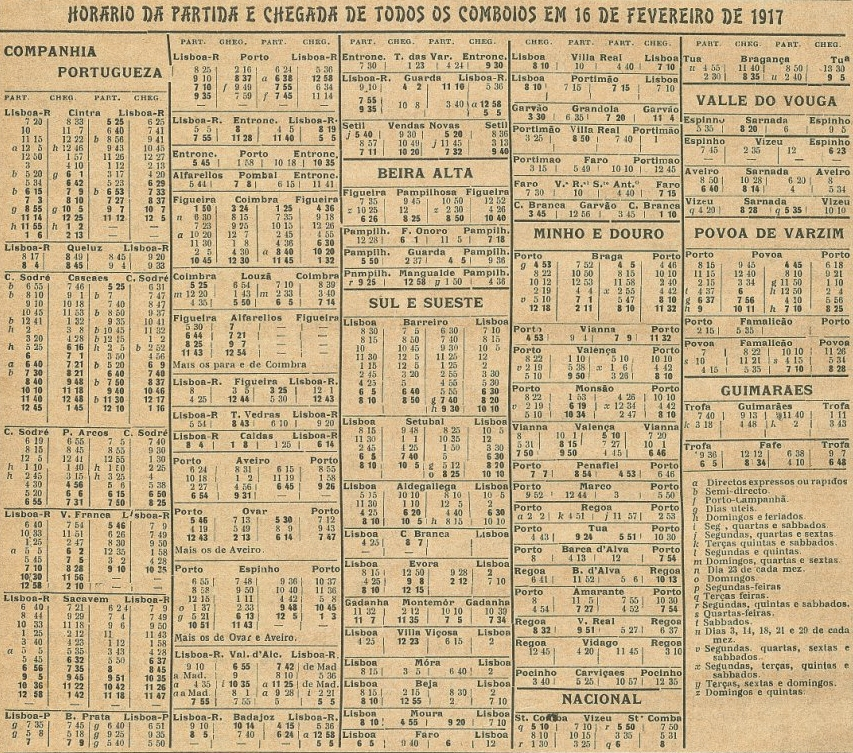
Horários em 1917, incluindo os comboios da Figueira a Alfarelos e Coimbra.

### Século XX
A partir de 1930, iniciou-se a renovação a nível nacional das pontes ferroviárias, incluindo no Ramal de Alfarelos.
Em 1961, existiam 14 comboios de passageiros entre Caldas da Rainha e Alfarelos, 7 em cada sentido.

#### Modernização
No âmbito do II Plano de Fomento, foi prevista a electrificação da Linha do Norte e de várias linhas e ramais anexos, como o troço de Alfarelos à Figueira da Foz. Em 1968, o Ministério das Comunicações assinou um contrato com o Groupement d'Étude et d'Électrification de Chemin de Fer en Monophasé 50 Hz para electrificar, entre outros troços, o Ramal de Alfarelos. Em Agosto desse ano, a Companhia dos Caminhos de Ferro Portugueses estava a preparar um contrato com um consórcio formado pelas empresas nacionais SOMAFEL e Somapre, e pelas casas francesas A. Borie e A. Dehé, para a remodelação de várias vias férreas, incluindo a renovação parcial do troço entre Alfarelos e Figueira da Foz.
A electrificação de Alfarelos à Figueira da Foz foi inaugurada em 3 de agosto de 1982, numa cerimónia que contou com a presença do Ministro das Obras Públicas José Viana Baptista. A eletrificação possibilitou a introdução de melhor material circulante.
Em 1995, entraram ao serviço automotoras triplas eléctricas entre Coimbra e a Figueira da Foz.
| Entre as Estações                     | Extensão  | Entrada ao serviço  | Linha              |
| ------------------------------------- | --------- | ------------------- | ------------------ |
| Coimbra-B – Alfarelos                 | 18,995 km | Outubro de 1963     | Linha do Norte     |
| Alfarelos – Bifurcação de Lares       | 14,133 km | 3 de agosto de 1982 | Ramal de Alfarelos |
| Bifurcação de Lares – Figueira da Foz | 7,938 km  | 3 de agosto de 1982 | Linha do Oeste     |